# ITF feminino de Barranquilla
O ITF feminino de Barranquilla – ou Barranquilla Open, na última edição – foi um torneio de tênis profissional feminino, de categoria ITF W60.
Realizado em Barranquilla, no norte da Colômbia, estreou em 2012 e durou três edições, com um hiato de oito anos no meio. Os jogos eram disputados em quadras de duras durante os meses de outubro e novembro. Em 2023, foi promovido para o circuito challenger da WTA.

## Finais

### Simples
| Ano                                     | Campeã                         | Vice-campeã           | Resultado |
| --------------------------------------- | ------------------------------ | --------------------- | --------- |
| 2022                                    | Panna Udvardy                  | Laura Pigossi         | 6–2, 7–5  |
| Torneio não realizado entre 2021 e 2014 |                                |                       |           |
| 2013                                    | María Fernanda Herazo González | Andrea Koch-Benvenuto | 6–4, 6–2  |
| 2012                                    | Andrea Koch-Benvenuto          | Karolina Nowak        | 7–64, 6–0 |

### Duplas
| Ano                                     | Campeãs                                              | Vice-campeãs                                         | Resultado |
| --------------------------------------- | ---------------------------------------------------- | ---------------------------------------------------- | --------- |
| 2022                                    | Tímea Babos Kateryna Volodko                         | Carolina Alves Valeriya Strakhova                    | 6–3, 6–3  |
| Torneio não realizado entre 2021 e 2014 |                                                      |                                                      |           |
| 2013                                    | María Paulina Pérez García Paula Andrea Pérez García | Andrea Koch-Benvenuto Daniella Roldan                | 6–1, 6–4  |
| 2012                                    | Nadia Echeverría Alam Blair Shankle                  | María Paulina Pérez García Paula Andrea Pérez García | 7–5, 7–61 |